# Selma Wiklund af Klercker
Selma Wiklund af Klercker (27 de octubre de 1872 - 23 de junio de 1923) fue una actriz teatral y cinematográfica suecofinlandesa. 

## Biografía
Estuvo casada entre 1902 y 1905 con el actor Harald Sandberg, y desde 1911 con el director Georg af Klercker.
Selma Wiklund af Klercker falleció en Helsinki, Finlandia, en el año 1923. 

## Filmografía
- 1916 : Kärleken segrar
- 1913 : Skandalen
- 1913 : Med vapen i hand
- 1912 : I lifvets vår
- 1912 : Dödsritten under cirkuskupolen

## Teatro (selección)
- 1911 : Den gamla goda tiden: Stockholmsbilder från 1830-talet, de Peter Fristrup y Hjalmar Selander, Svenska teatern de Estocolmo.[2]